# Hajrudin Vejzović
Hajrudin Vejzović (* 1. Dezember 2000) ist ein bosnischer Leichtathlet, der sich auf den Sprint spezialisiert hat.

## Sportliche Laufbahn
Erste internationale Erfahrungen sammelte Hajrudin Vejzović im Jahr 2018, als er bei den U20-Balkan-Meisterschaften in Istanbul mit 11,48 s und 22,62 s jeweils in der ersten Runde über 100 und 200 Meter ausschied. Im Jahr darauf belegte er bei den U20-Balkan-Hallenmeisterschaften ebendort in 7,09 s den sechsten Platz im 60-Meter-Lauf und bei den Freiluft U20-Balkan-Meisterschaften in Cluj-Napoca wurde er im 100-Meter-Lauf in der Vorrunde disqualifiziert und über 200 Meter gelangte er mit 21,72 s auf Rang sechs. Zudem wurde er auch mit der bosnischen 4-mal-100-Meter-Staffel in 42,79 s Sechster. Anfang September belegte er bei den Balkan-Meisterschaften in Prawez in 10,91 s den sechsten Platz über 100 Meter und klassierte sich im 200-Meter-Lauf mit 21,84 s auf dem siebten Platz. Zudem gewann er mit der Staffel in 43,57 s die Bronzemedaille. 2021 wurde er bei den Balkan-Meisterschaften in Smederevo in der Vorrunde über 100 Meter disqualifiziert und erreichte mit der Staffel nicht das Ziel. Im Jahr darauf gelangte er bei den Balkan-Hallenmeisterschaften in Istanbul mit 6,81 s auf Rang sieben über 60 Meter. Im Juni schied er bei den Balkan-Meisterschaften in Craiova mit 10,81 s in der Vorrunde über 100 Meter aus und belegte mit der Staffel in 41,22 s den siebten Platz. Anschließend verpasste er bei den Mittelmeerspielen in Oran mit 10,60 s den Finaleinzug über 100 Meter.
In den Jahren 2019, 2020 und 2022 wurde Vejzović bosnischer Meister im 100-Meter-Lauf sowie von 2019 bis 2022 auch über 200 Meter. Zudem wurde er 2021 Hallenmeister im 60-Meter-Lauf. 

## Persönliche Bestleistungen
- 100 Meter: 10,56 s (+0,8 m/s), 31. Juli 2021 in Graz
  - 60 Meter (Halle): 6,78 s, 5. Februar 2022 in Sarajevo
- 200 Meter: 21,72 s (+1,2 m/s), 3. Juli 2019 in Cluj-Napoca